# Лолий (самнит)
Лолий (на латински: Lollius) е самнит по времето на войната на римляните с цар Пир от Епир.
Той образува банда и се противопоставя на римляните. През 269 пр.н.е. е победен от консулите Гай Фабий Пиктор и Квинт Огулний Гал. Накрая е покорено и последно му скривалище в югоизточна Брутия.